# Bo Xilai

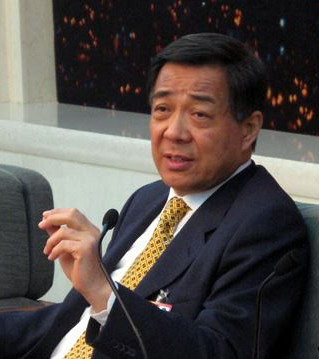
Bo Xilai

Bo Xilai (chinesisch 薄熙来, Pinyin Bó Xīlái; * 3. Juli 1949 in Dingxiang, Shanxi) ist ein chinesischer Politiker und ehemaliges Mitglied des Politbüros der Kommunistischen Partei Chinas.

## Leben

### Herkunft und Aufstieg

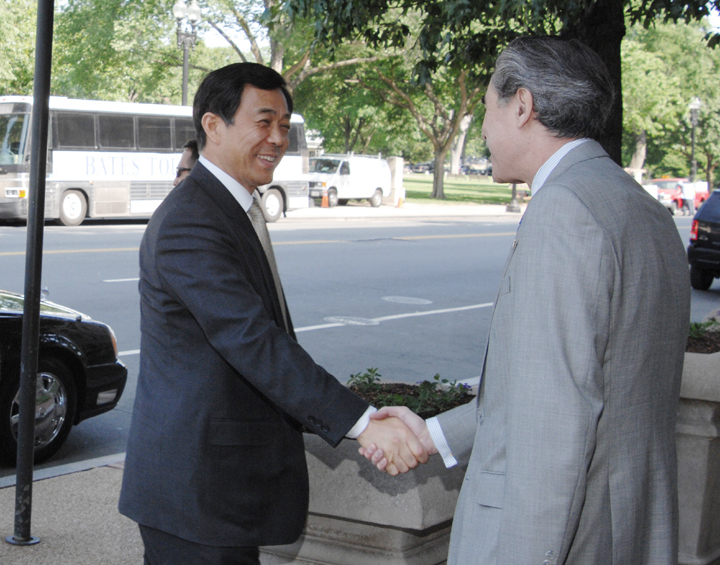
Bo Xilai mit dem US-Politiker Carlos Gutierrez (2007)

Bo Xilai ist der Sohn des langjährigen Vizepremiers und Politbüro-Mitglieds Bo Yibo, der wie Deng Xiaoping zu den so genannten „Acht Unsterblichen“ gehörte.
Bo war von 1993 bis 2000 Bürgermeister der Stadt Dalian, bis 2001 Vizegouverneur und dann von 2001 bis 2004 Gouverneur der Provinz Liaoning. Von 2004 bis 2007 war Bo Handelsminister der Volksrepublik China. Vom November 2007 bis zum März 2012 war er Parteichef der regierungsunmittelbaren Stadt Chongqing.
Bo galt als Vertreter und Hoffnungsträger des linken Flügels der Partei. Er strebte eine Rückbesinnung auf die Mao-Zedong-Ära an und bekämpfte eine Ausweitung der marktwirtschaftlichen Orientierung der Parteiführung. Seine Methoden im Kampf gegen Korruption in Chongqing, die von der chinesischen Linken teilweise als nachahmenswertes Modell betrachtet wurden, schlossen auch eine Aushebelung der Gewaltenteilung, direkte Einflussnahme der Exekutive auf die Gerichte und öffentliche „Kampagnen“ in Anlehnung an die Praktiken der Kulturrevolution ein.

### Absetzung
Bo Xilai wurde am 15. März 2012 von seinem Posten abgesetzt und durch Vizepremierminister Zhang Dejiang ersetzt. Am 10. April wurde seine Mitgliedschaft im Politbüro der Kommunistischen Partei Chinas ausgesetzt. Seine Absetzung galt als Signal eines parteiinternen Machtkampfes, in dem sich die Befürworter eines marktwirtschaftlich orientierten Kurses gegen den orthodox-sozialistischen Bo durchgesetzt hatten. Zusätzlich wurden Ermittlungen wegen „schwerer Disziplinarvergehen“ gegen Bo eingeleitet.
Laut Angaben der New York Times betrieb Bo vor seiner Absetzung ein umfangreiches Abhörsystem. So habe er die Telefone fast aller Spitzenpolitiker anzapfen lassen, die Chongqing besuchten. Auch Gespräche von Präsident Hu Jintao sollen belauscht worden sein.
In einer am 28. September 2012 abgehaltenen Sondersitzung des Politbüros der Kommunistischen Partei, an der 24 Parteiführer teilnahmen, wurde Bo in Abwesenheit aus der Partei ausgeschlossen. Er verlor gleichzeitig seinen Beamtenstatus und wurde dem Gericht zur strafrechtlichen Aburteilung überantwortet. Das Zentralkomitee bestätigte Bos Parteiausschluss am 4. November 2012.

### Verurteilung seiner Ehefrau wegen Mordes
Bo Xilai ist mit Gu Kailai verheiratet, der jüngsten Tochter eines  Generals der Volksbefreiungsarmee, die er 1984 in Dalian kennenlernte, wo er Parteisekretär war. Die  Anwältin gründete ihre eigene Kanzlei und übernahm prestigeträchtige internationale Fälle. Zeitgleich mit der Entmachtung ihres Ehemanns wurden Gu Kailai und ein persönlicher Betreuer wegen des Verdachts der Beteiligung an dem Tod des britischen Geschäftsmannes Neil Heywood im November 2011 inhaftiert. Am 26. Juli 2012 erhob die Staatsanwaltschaft Anklage wegen Mordes. Gu Kailai soll Heywood, zusammen mit dem ebenfalls angeklagten Mitarbeiter Zhang Xiaojun, vergiftet haben. Sie und ihr Sohn sollen über geschäftliche Fragen mit Heywood in Streit geraten sein. Der Prozess, der in Hefei stattfand, endete am 20. August 2012 mit einem Schuldspruch und Gu Kailai wurde wegen Mordes zu einer bedingten Todesstrafe verurteilt. Gewöhnlich wird eine bedingte Todesstrafe nach einigen Jahren in eine lebenslange Haftstrafe umgewandelt.

### Prozess gegen Bo Xilai
Nach einer Vorverhandlung am 14. August 2013 begann der eigentliche Prozess gegen Bo Xilai am 22. August 2013 vor dem Mittleren Volksgericht in Jinan. Ihm wurden Bestechung und Korruption sowie Machtmissbrauch vorgeworfen. So soll Bo 1,1 Mio. Yuan (ca. 140.000 Euro) in seiner Zeit als Bürgermeister von Dalian von Tang Xiao Ling, dem Chef der Dalian International Development Ltd. angenommen haben, von 2000 bis 2012 eine Summe von 21.790.587 Yuan (ca. 2,75 Mio. Euro) von dem Unternehmer Xu Ming, dem Präsidenten des Fußballclubs Dalian Shide. Von Januar bis Februar 2012 habe er seine Position als Parteichef und Gouverneur von Chongqing ausgenutzt, um die Ermittlungen im Mordfall Neil Heywood zu behindern. Der Prozess ging nach fünf Verhandlungstagen am 26. August 2013 zu Ende. Am 22. September 2013 wurde Bo Xilai in erster Instanz wegen Bestechlichkeit, Unterschlagung und Amtsmissbrauch zu lebenslanger Haft verurteilt. Sein Vermögen wurde eingezogen, seine politischen Rechte  aberkannt. Gegen das Urteil legte er Berufung ein, die vom Höheren Gericht der ostchinesischen Provinz Shandong am 25. Oktober 2013 abgewiesen wurde.